# Caribou Coffee
A Caribou Coffee Company é uma empresa americana de café e uma cadeia de cafés. Foi fundada em Edina, Minnesota, em 1992. Em setembro de 2023, a empresa operava em mais de 750 locais em todo o mundo. Sua sede fica em Brooklyn Center, Minnesota.

## História
O fundador da Caribou Coffee, John Puckett, estava trabalhando como consultor de administração para a empresa Bain & Company, sediada em Boston, ajudando a desenvolver ideias e estratégias para outras empresas, quando decidiu que queria se tornar um empreendedor. Depois de uma viagem ao Parque Nacional Denali, no Alasca, ele e sua esposa, Kim, decidiram arrecadar dinheiro e abrir uma empresa de café. Sua esposa permaneceu em um emprego na General Motors, enquanto John se mudou para Minnesota para encontrar o primeiro local e conseguir o financiamento.
O conceito inicial da Caribou era uma programação de cinco dias por semana voltada para os funcionários de escritórios do centro da cidade, imitando o que funcionava em Boston. Puckett assinou um contrato de aluguel para o primeiro local, que seria no grande edifício de escritórios Pillsbury Center. No entanto, logo em seguida, o proprietário do prédio decidiu não assinar o contrato de aluguel, porque outro locatário varejista do prédio tinha direitos exclusivos de vender café no edifício e ameaçou processá-los. Como resultado, o financiamento da loja foi cancelado porque dependia daquele local específico. Puckett optou por começar a procurar um local disponível nos subúrbios, e a primeira loja Caribou Coffee foi inaugurada em Edina, Minnesota, um subúrbio de Minneapolis, em dezembro de 1992.
Em 2003, Michael J. Coles foi nomeado CEO.
Em 29 de setembro de 2005, a Caribou lançou sua IPO listada na NASDAQ como CBOU. O CEO Coles relembra: “Dois anos depois que assumi o cargo, expandimos para 337 lojas em quatorze estados e no Distrito de Columbia. Em menos de três anos, a Caribou passou de uma empresa com crescimento de vendas negativo para uma empresa de capital aberto listada na NASDAQ."
Em 2006, o Arcapita (anteriormente conhecido como First Islamic Investment Bank) era o acionista majoritário da Caribou Coffee. Em 2002, o envolvimento de Yusuf Al-Qaradawi com o banco levou a um protesto contra a Caribou Coffee. No mesmo ano, Al-Qaradawi deixou o cargo de presidente do Conselho da Sharia do banco.
Em 2009, a Caribou empregava mais de 6.000 pessoas.
Em dezembro de 2012, a empresa foi adquirida em um negócio privado de US$ 340 milhões pela empresa de capital alemão JAB Holding Company. Após a fusão, foi declarado que a Caribou Coffee continuaria a ser operada como uma empresa independente com sua própria marca, equipe de gestão e estratégia de crescimento, e que a Caribou continuaria a ter sede em Minneapolis.
Em maio de 2013, a Caribou Coffee anunciou planos para fechar 80 lojas em Ohio, Michigan, Pensilvânia, Washington, D.C., Maryland, Virgínia, Geórgia, Illinois e Wisconsin Oriental, com 88 outras nesses locais a serem convertidas para a Peet's Coffee & Tea durante 2013–2014. Os locais da Caribou permaneceriam abertos na Califórnia, Carolina do Norte, Dakota do Norte, Dakota do Sul, Colorado, Geórgia, Iowa, Illinois, Indiana, Kansas, Michigan, Minnesota, Missouri, Nebraska, Ohio, Oklahoma, Virgínia, Wisconsin, Wyoming e dez mercados internacionais.
A Caribou Coffee tem 282 pontos de venda franqueados em nove mercados internacionais, incluindo Kuwait, Bahrein, Catar, Arábia Saudita, Turquia e Emirados Árabes Unidos.
Em 2019, John Butcher substituiu Sarah Spiegel como CEO.
Em 5 de agosto de 2021, a Caribou anunciou que havia se fundido com a Panera Bread e a Einstein Bros. Bagels para formar a Panera Brands. Depois de quatro anos em mãos privadas, em 8 de novembro de 2021, a Panera Brands entrou com a documentação para uma oferta pública inicial de ações.

## Violação de dados
Em 20 de dezembro de 2018, a empresa notificou seus clientes sobre uma possível violação de dados que eles descobriram no final de novembro daquele ano. A violação também afetou outras empresas de propriedade da JAB Holding Company, sendo elas, Bruegger's e Einstein Bros. Bagels, e incluiu a liberação de números de cartão de crédito e códigos CVV.